# Chiron
För andra betydelser, se Chiron (olika betydelser).
Chiron , 
Ciro,
Kiron,

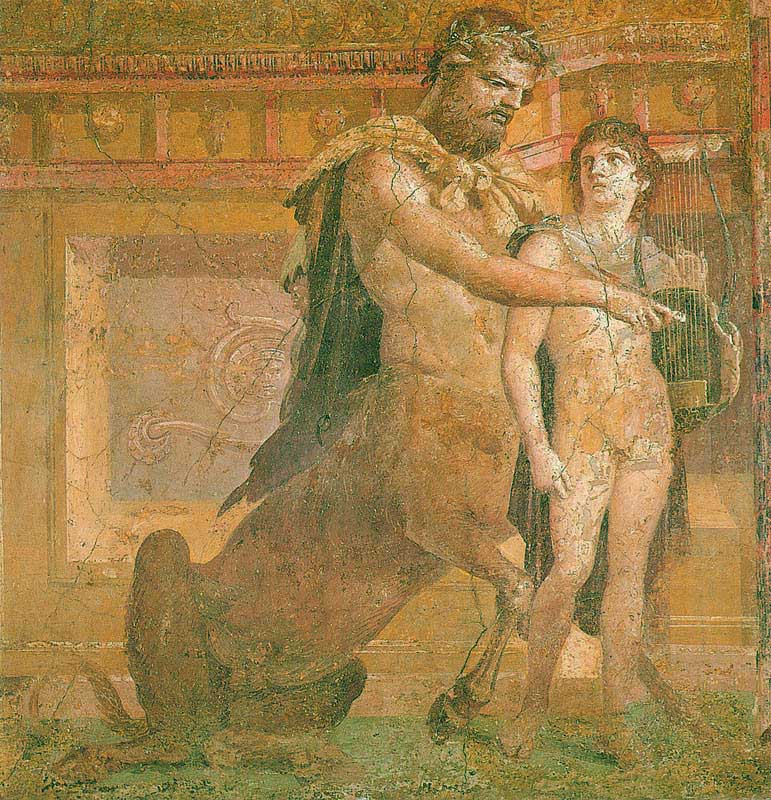
Chiron undervisar Akilles

Cheiron (grekiska: Χείρων, Chírōn, "hand") 
eller Keiron var i grekisk mytologi kentaurernas anförare. Han var son till Kronos och Filyra och bodde på berget Pelion i Tessalien.
Chiron hade haft Apollon och Artemis som lärare i jakt och de sköna konsterna och hade själv varit lärare till hjältar som Asklepios, Akilles, Theseus och Jason (Iason). Chiron var odödlig men efter att ha träffats av en av Herakles förgiftade pilar led han sådana plågor att han anropade Zeus om befrielse från sin odödlighet, vilken enligt hans bön överflyttades på Prometheus, och lade sig att dö.

## Bildgalleri

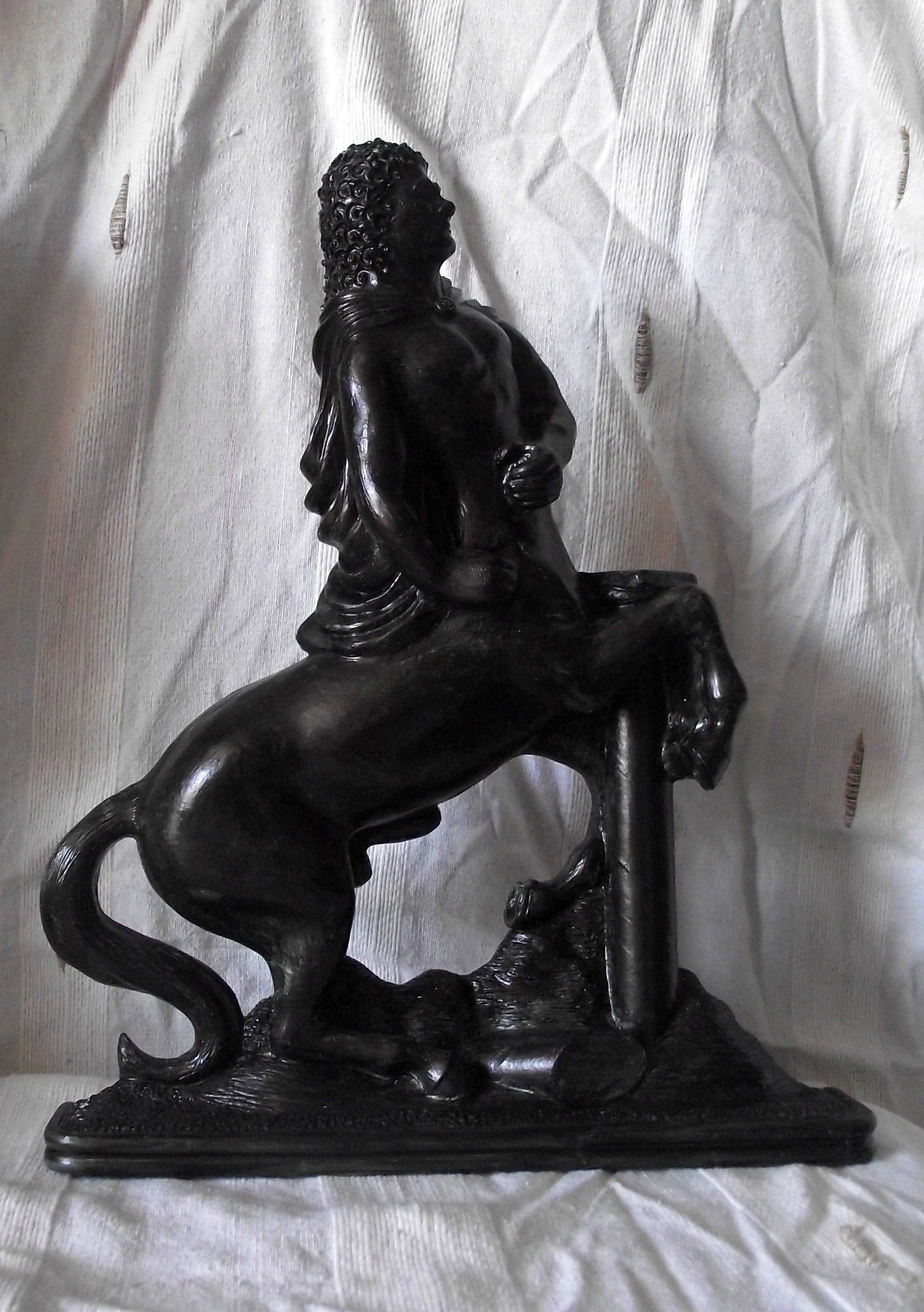
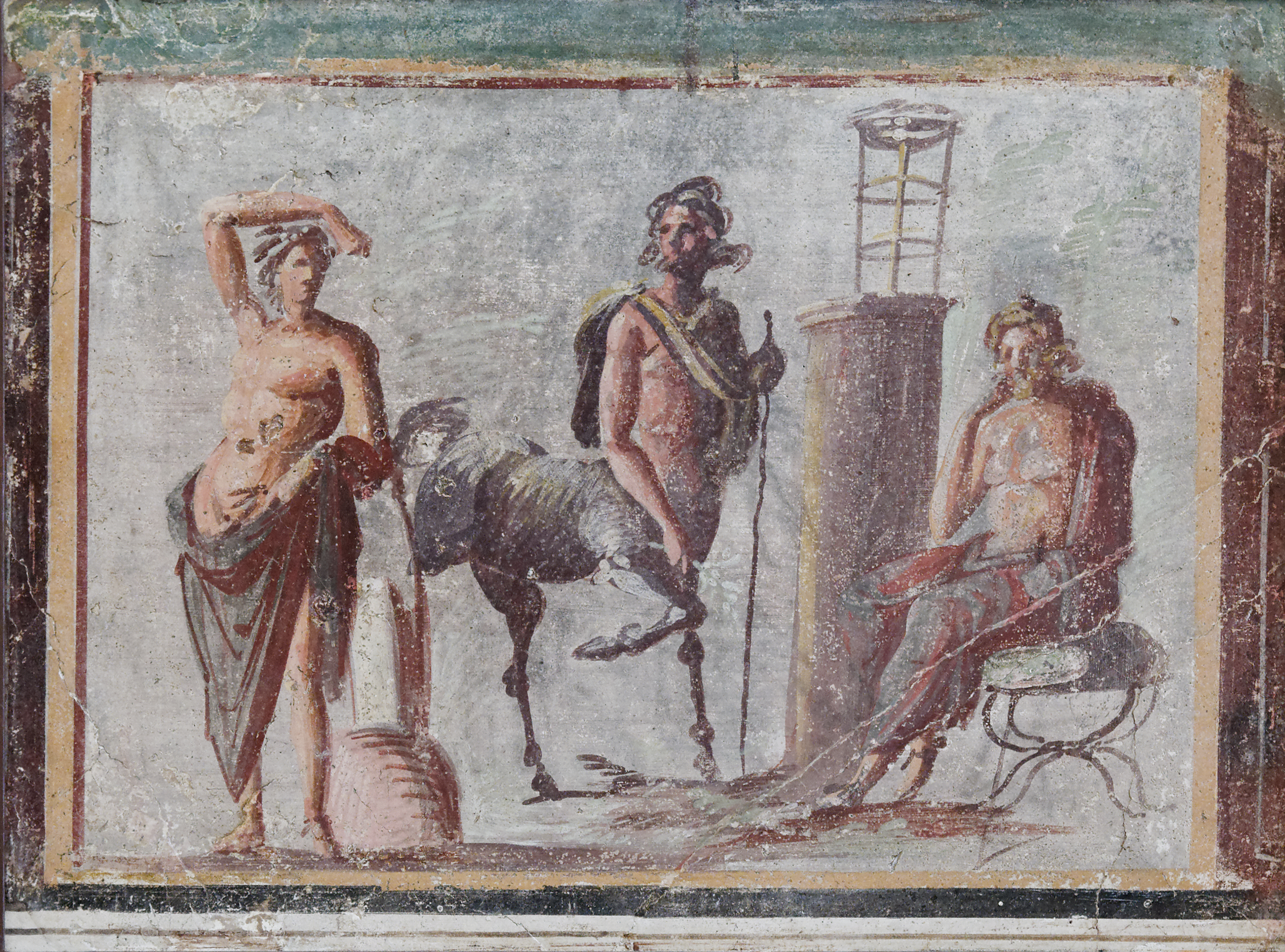
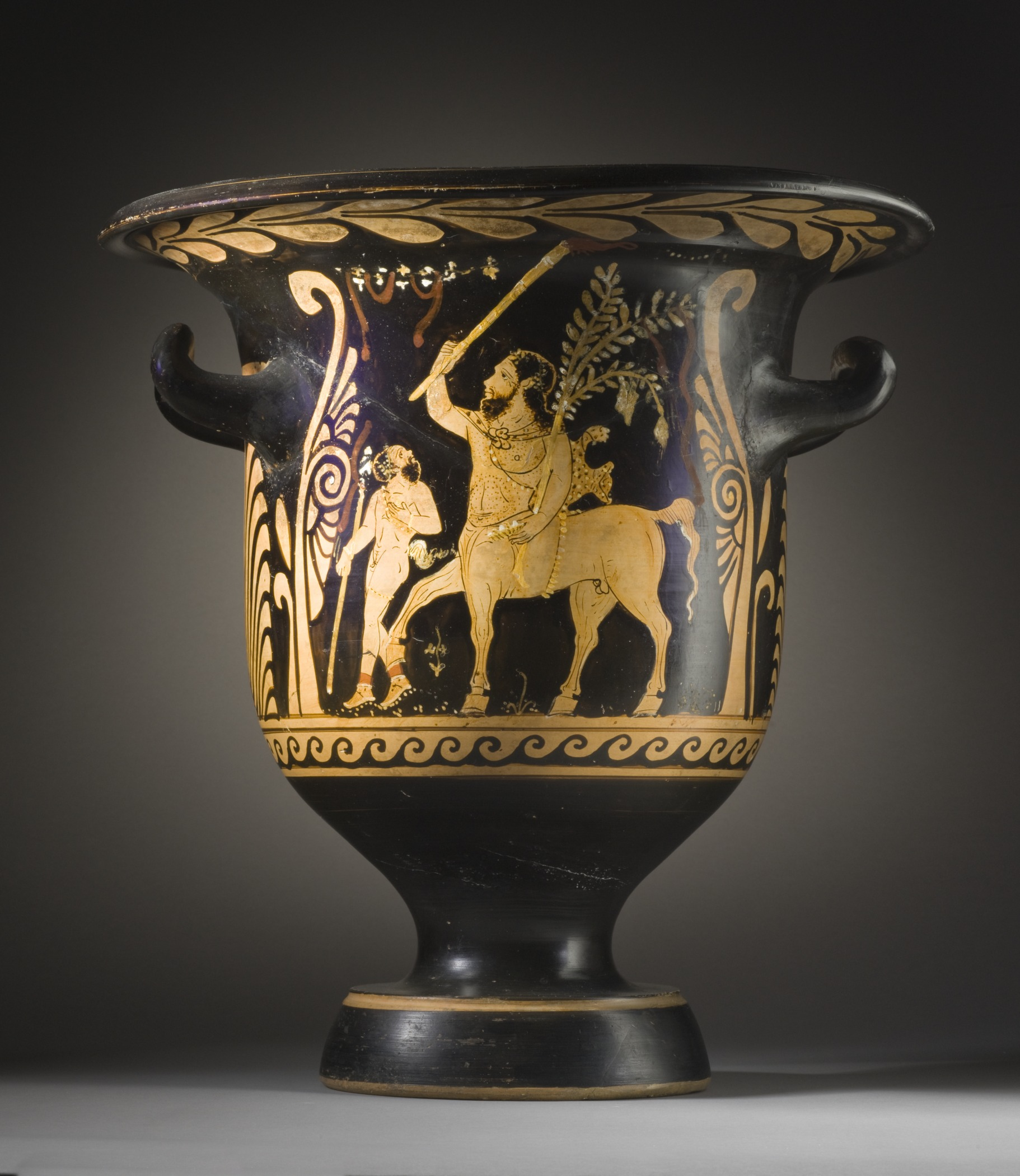
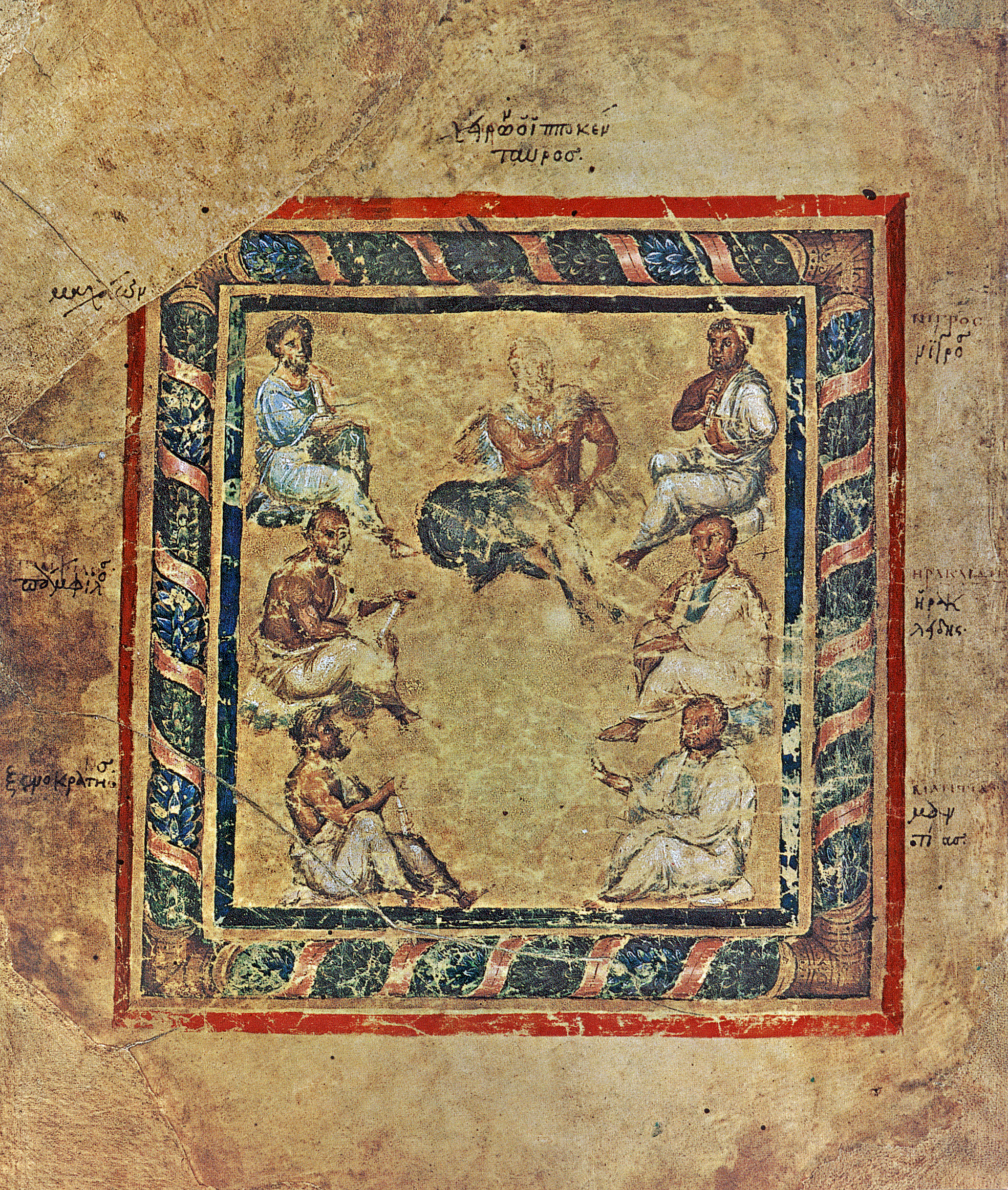
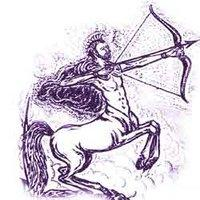
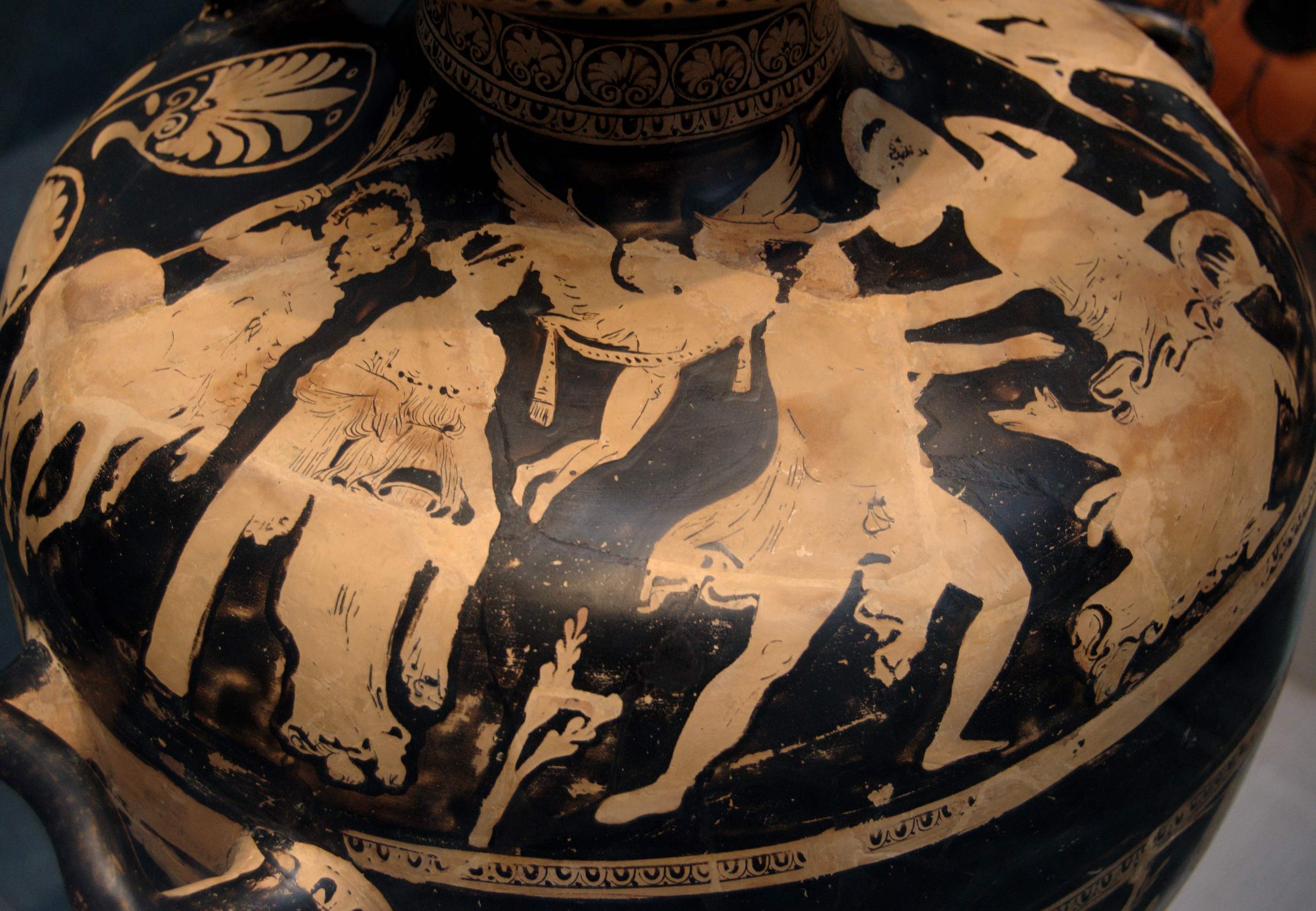